# Lovely & Amazing
Lovely & Amazing ist eine US-amerikanische Filmkomödie aus dem Jahr 2001. Regie führte Nicole Holofcener, die auch das Drehbuch schrieb.

## Handlung
Jane Marks hat drei Töchter: Michelle, Elizabeth und Annie, eine adoptierte Afroamerikanerin. Jane unterzieht sich einer kosmetischen Operation, nach der es zu Komplikationen kommt.
Der unglücklich verheirateten Michelle gelingt es nicht, als Künstlerin Geld zu verdienen. Sie findet einen Job in einem Fotogeschäft. Dort hat sie eine Affäre mit Jordan, dem neunzehnjährigen Stiefsohn des Geschäftsinhabers.
Elizabeth träumt von einer Karriere als Schauspielerin. Sie kümmert sich um herrenlose Hunde, von denen einer sie beißt. Annie kämpft gegen ihr Übergewicht.

## Kritiken
Roger Ebert schrieb in der Chicago Sun-Times vom 19. Juli 2002, der Film „kenne die Frauen“, „höre den Frauen zu“ und erlaube den Frauen, real zu sein. Er sei eine Ermahnung für die Autoren des „oberflächlichen“ Films Die göttlichen Geheimnisse der Ya-Ya-Schwestern.
Kenneth Turan schrieb in der Los Angeles Times vom 28. Juni 2002, die Sensibilität von Holofcener sei eine Stärke des „charmanten“ Films. Es gebe keinen anderen Film wie diesen – was man nicht täglich höre. Er zeige, wie Menschen versuchen, emotionale Beziehungen in der selbstbeschäftigten, unsicheren Welt aufzubauen. Der mit „Top-Darstellern“ besetzte Film involviere den Zuschauer, weil er „durchdringend“ zeige, wie die Menschen mit derer Leben umgehen. Einige Charaktere würde man nicht gerne lieben, aber der Film lasse dem Zuschauer keine Wahl.
Sophia-Marie H. schrieb in der Maastricht Reviev „deprimierend, ohne jegliche Tiefe, ein Film gespickt mit zögerlichen Frauen, die nun weiß Gott kein Identifikationspotential bergen....Zeitverschwendung in ihrer reinsten Form.“

## Auszeichnungen
Emily Mortimer gewann im Jahr 2003 den Independent Spirit Award. Nicole Holofcener als Regisseurin und Drehbuchautorin, Catherine Keener, die Filmproduzenten sowie Raven Goodwin für das Beste Debüt wurden für den gleichen Preis nominiert. Catherine Keener, Emily Mortimer und Nicole Holofcener als Drehbuchautorin wurden für den Golden Satellite Award nominiert. Emily Mortimer gewann im Jahr 2003 den Chlotrudis Award; zu den drei weiteren Nominierungen für diesen Preis gehörten jene für Catherine Keener und für das Drehbuch. Emily Mortimer gewann 2003 den Central Ohio Film Critics Association Award und wurde für den Chicago Film Critics Association Award nominiert. Raven Goodwin wurde 2003 für den Black Reel Award nominiert.

## Hintergründe
Der Film wurde in Los Angeles gedreht. Die Weltpremiere fand am 31. August 2001 auf dem Telluride Film Festival statt. In den Kinos der USA spielte der Film ca. 4,2 Millionen US-Dollar ein.